# Son Na-eun
Son Na-eun (hangul: 손나은; hanja: 孫那銀; Seul, 10 de fevereiro de 1994), mais conhecida na carreira musical como Naeun (hangul: 나은), é uma cantora e atriz sul-coreana. Realizou sua estreia no cenário musical em 2011 no grupo feminino Apink.

## Biografia
Naeun nasceu em Gangnam-gu, Seul, na Coreia do Sul em 10 de fevereiro de 1994. Sua uma irmã mais nova, chamada Son Sae-eun, é uma jogadora de golfe profissional. Ela freqüentou a Chungdam High School e depois foi transferida para a School of Performing Arts Seoul, da qual se formou em 7 de fevereiro de 2013. No mesmo ano, Naeun foi aceita no Departamento de Teatro e Cinema da Universidade Dongguk com especialização em atuação. Ela foi eleita embaixadora da dita universidade em 2014, juntamente da atriz Park Ha-sun e Yoona do Girls' Generation.

## Carreira

### 2010–11: Pré-estreia e Apink
Antes de estrear, Naeun apareceu nos videoclipes "Beautiful", "Breath" (숨) e "I Like You The Best" (니가 제일 좋아), lançados pelo grupo Beast em 2010. No ano seguinte, ela foi escolhida como integrante do grupo feminino Apink, que estreou em 19 de abril com o lançamento do extended play Seven Springs of Apink, em conjunto de seu single "I Don't Know" (몰라요). O grupo estreou nos palcos do M Countdown em 21 de abril, apresentando "I Don't Know" (몰라요).

### 2012–presente: Trabalhos na televisão e outras atividades
Em 2012, Naeun estreou como atriz ao interpretar a adolescente Hae-in na série de televisão histórica The Great Seer da SBS. Ainda em 2012, ela estreou no cinema através da quinta parte da franquia de comédia Marrying the Mafia, intitulado Marrying the Mafia 5: Return of The Family. Além disso, ela apareceu no videoclipe "The Person Who Once Loved Me" (나를 사랑했던 사람아) de Huh Gak e desempenhou papeis de apoio nas séries Childless Comfort (2012–13) e Twenty Again (2015).
De 2013 a 2014, Naeun, juntamente de Taemin do grupo SHINee, protagonizaram o programa de variedades We Got Married como um casal virtual, para o qual ela foi premiada Estrela do Ano na 48ª edição do MBC Entertainment Awards. Em 2016, Naeun co-estrelou a comédia romântica Cinderella with Four Knights da tvN e estrelou o videoclipe "I'm Fine" (아무렇지 않은 척) do grupo Victon. Em 2017, ela foi confirmada como protagonista do filme de terror The Wrath, juntamente de Seo Young-hee. No mesmo ano, ela foi escalada na minissérie de quatro episódios The Most Beautiful Goodbye de Noh Hee-kyung.

## Discografia
Créditos de composição
| Ano  | Canção             | Álbum | Nota(s)                |
| ---- | ------------------ | ----- | ---------------------- |
| 2016 | "Cliche" (흔한 일) | Dear  | co-escrito com Chorong |

## Filmografia

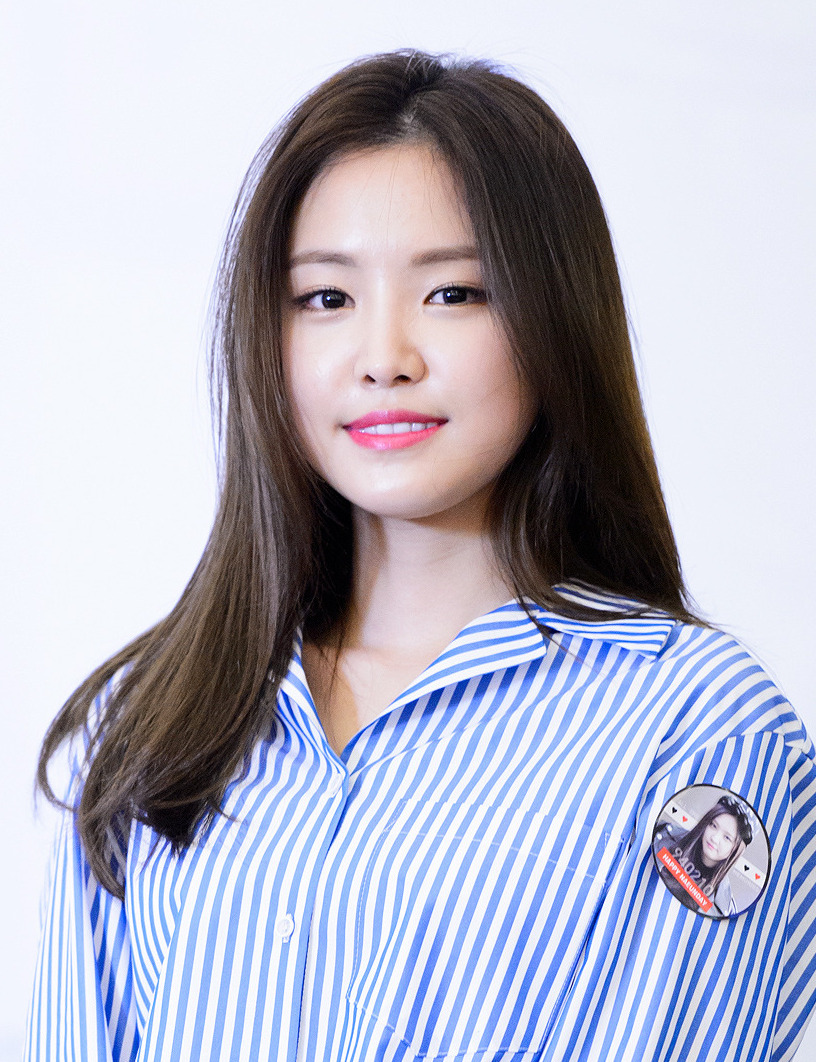
Naeun em uma sessão de autógrafos em março de 2016

### Filmes
| Ano  | Título                                     | Personagem  | Nota(s)           |
| ---- | ------------------------------------------ | ----------- | ----------------- |
| 2012 | Marrying The Mafia 5: Return of The Family | Eun Hee-jae | Aparição especial |
| 2018 | The Wrath                                  | Ok-boon     | Papel principal   |

### Séries de televisão
| Ano     | Título                          | Personagem   | Emissora | Nota(s)                        |
| ------- | ------------------------------- | ------------ | -------- | ------------------------------ |
| 2012    | The Great Seer                  | Hae-in       | SBS      | Versão jovem                   |
| 2012    | Salamander Guru and The Shadows | Lee Tae-eun  | SBS      | Aparição especial (episódio 4) |
| 2012–13 | Childless Comfort               | Oh Soo-mi    | JTBC     |                                |
| 2015    | Twenty Again                    | Oh Hye-mi    | tvN      |                                |
| 2016    | Cinderella with Four Knights    | Park Hye-ji  | tvN      |                                |
| 2017    | The Most Beautiful Goodbye      | Chae-young   | tvN      |                                |
| 2018    | YG Future Strategy Office       | ela mesma    | Netflix  | Aparição especial              |
| 2023    | Agency                          | Kang Han-na  | JTBC     |                                |
| 2024    | O Conto da Senhora Ok           | Ok Tae-young | Netflix  |                                |
| 2024    | O amor volta pra casa           | Byeon Mi-Rae | Netflix  |                                |

### Programas de variedades
| Ano     | Título         | Emissora | Função         | Nota(s)                       |
| ------- | -------------- | -------- | -------------- | ----------------------------- |
| 2013–14 | We Got Married | MBC      | Elenco regular | com Taemin; episódios 167–203 |

## Prêmios e indicações
| Ano  | Prêmio                   | Categoria          | Trabalho nomeado  | Resultado | Ref.   |
| ---- | ------------------------ | ------------------ | ----------------- | --------- | ------ |
| 2013 | Korea Drama Awards       | Rookie of The Year | Childless Comfort | Indicada  | [ 25 ] |
| 2013 | MBC Entertainment Awards | Star of The Year   | We Got Married    | Venceu    | [ 18 ] |